# Понто-тё
Понто-тё (яп. 先斗町) — район Киото, известный одноимённым ханамати и традиционными чайными домиками. Архитектура Понто-тё почти не подверглась современному влиянию, как и в Гионе.
Название «Понто-тё» — это объединение английского слова «point» или португальского «ponto» (оба означают «точка») и японского «町», означающего «район», «улица» или «дорога». Герб района — стилизованное изображение ржанки «тидори».
Понто-тё расположен на протяжении длинной улицы, идущей от Сидзё:-дори до Сандзё:-дори, на один блок западнее реки Камо («Камогава»). Здесь располагались театры кабуки, и статуя Идзумо-но Окуни по сей день возвышается на противоположной стороне реки Камо.
Гейши и проститутки работали в Понто-тё с начала XVI века. Развивались и другие развлечения. В 1712 году в «Синкаварамати» (старое название района) было официально разрешено открывать чайные домики. К 1700 году в Понтотё проституция достигла такого размаха, что бордели из Симабары начали жаловаться чиновникам на конкуренцию. В 1713 году в Понтотё было разрешено открывать легальные бордели, а в 1813 первые гейши стали работать в этом районе.
Сегодня район, освещённый по ночам бумажными фонариками, наполнен дорогими ресторанами, зачастую в них столики установлены прямо на деревянных помостах, на реке. В районе множество домиков гейш, кафе, баров и подпольных борделей. С 2011 года исторический облик Понто-тё стал предметом особого внимания его жителей, к примеру, оттуда убирают вывески, не соответствующие по тону окружающей застройке, а в 2017 году было принято решение убрать под землю столбы с проводкой.
Район известен театром кабурэндзё, расположенном в конце улицы. В театре репетируют гейши, а с 1872 года в нём проводится фестиваль танцев реки Камо (Камогава одори), сочетающий в себе традиционные танцы, представление кабуки, исполнение песен под сямисэн и прочие японские инструменты. Камогава одори — редкий шанс для обычных людей увидеть настоящих гейш.
В ханамати Понто-тё работала гейшей-аккомпаниатором американская антрополог Лайза Дэлби.